# 麦芽100%ビール
麦芽100%ビール（ばくがひゃくパーセントビール）は、麦芽およびホップのみを原料とし、米、コーン、スターチなどの副原料を全く使用しないビールを指す。オールモルトビール（All Malt Beer）ともいう。

## 特徴
一般に、麦芽100%ビールは麦の香りが強く、コクのある仕上がりになる。これに対し、米や小麦、コーン、スターチなどの副原料を使用したブレンデッドビールはブレンデッドウイスキーと同様に香りが複雑になりやすい一方で、風味が軽快かつ飲みやすいものになる。

## 日本の麦芽100%ビール
1971年（昭和46年）、サッポロビールは第二次世界大戦（太平洋戦争）以前に発売していた「ヱビスビール」を28年ぶりに復活させた。当初は米などの副原料を使用したが、発売半年後に麦芽100%に変更した。1970年代には売上はさほど伸びなかったが、1980年代に入ると伸びを見せ始めた。サッポロは、消費者が「純粋ビール」を望んでいると分析。1985年（昭和60年）よりヱビスの低アルコールタイプや、北海道や九州での地域限定商品を投入した。キリンビールは、1985年3月に西ドイツ向けに輸出されていた「エクスポート」を日本でも販売。アサヒビールは「レーベンブロイ」をライセンス生産し（20018年末を以てライセンス生産終了）、サントリーは「モルツ」を投入（後に「ザ・モルツ」に改称し消費者用は2023年春、業務用は2024年春を以てそれぞれ生産終了）して対抗した。1987年（昭和62年）から1988年（昭和63年）にかけてのドライビールブームで一時的な落ち込みは観られたものの、全てのビールに占める麦芽100%ビールの出荷数量の割合は、1986年（昭和61年）の1.5%から1995年（平成7年）には5.9%、1998年（平成10年）には6.8%まで増加した。市場占有率は、1986年にはサッポロ59.9%、サントリー33.6%、アサヒ4.3%、キリン2.2%の順であったが、1995年にはサントリー68%、サッポロ23%、キリン9%でアサヒは撤退した。この頃には、サントリーは麦芽100%、サッポロは生ビール、アサヒはドライビール、キリンは熱処理ビールと得意分野が分かれていった。
2009年（平成9年）3月発売分より、キリンは一番搾りを全面改良し、麦芽100%生ビールに路線変更した。2017年（平成29年）2月にアサヒビールは、麦芽100％で糖質50％オフとして、アサヒ ザ・ドリームを発売するが、販売不振のため2019年（令和元年）6月を以て製造・出荷終了し、クラフトビールとして発売しているTOKYO隅田川ブルーイングと2021年（令和3年）10月より東北地方限定で発売を開始したプレミアムビールの花鳥風月のみとなっていたが、TOKYO隅田川ブルーイングは2021年末までに個人向けの缶製品が製造・出荷終了となり、その後は業務用の樽製品のみの展開に留まりこちらも2024年（令和6年）末までに製造・出荷終了、一方の花鳥風月は東北地方限定商品でありながら発売当初から販売不振に陥り、発売2年目となる2022年（令和4年）10月に改良を実施するが依然として販売不振に歯止めがかからず、2023年（令和5年）末までにそのまま製造・出荷終了となった。
以下、2025年7月現在における日本メーカーによるOEM品を除く現行の麦芽100%ビールは下記の通り。
アサヒビール
- （一般用・業務用を問わず該当なし）

キリンビール
- キリン一番搾り生ビール
- 一番搾り〈黒生〉
- 一番搾りプレミアム
- キリン一番搾り 超芳醇
- ハートランドビール[11]
- キリンビール 晴れ風
- スプリングバレー 豊潤

サッポロビール
- ヱビスビール
- サッポロクラシック（基本的に北海道限定商品）[12]

サントリー
- ザ・プレミアム・モルツ

### 麦芽100%とプレミアムビール、およびクラフトビール
1977年から1983年ごろにかけての麦芽100%ビールは高級ビールと位置づけられてきたが、1980年代後半にはレギュラービールとの価格差は縮小していった。2025年現在、大手ビールメーカーから発売されているプレミアムビールやクラフトビールのうち、サッポロ「ヱビスビール」やサントリー「ザ・プレミアム・モルツ」、キリン「一番搾りプレミアム」、キリン「ハートランドビール」、キリン「スプリングバレー 豊潤」は麦芽100%であるが、例外としてアサヒ「ドライプレミアム豊醸」、およびアサヒ「食彩」は副原料として米・コーン・スターチ（ジャガイモ由来）を使用したブレンデッドビール、キリン「ブラウマイスター」は副原料として米を使用したブレンデッドビールとなっている。2025年現在におけるレギュラービールの個人向け現行商品のうち、キリン「キリン一番搾り生ビール」「一番搾り〈黒生〉」「キリンビール 晴れ風」、およびサッポロ「サッポロクラシック」はいずれも麦芽100%である。このように、麦芽100%ビールとプレミアムビールは必ずしも同一の概念ではない。

## ヨーロッパの麦芽100%ビール
ドイツのビールは、1516年に制定されたビール純粋令により、長らくオオムギ麦芽・ホップ・水・酵母以外を原料とすることが禁じられてきた。欧州統合の流れから、非関税障壁であるとの声が上がり、1987年に純粋令は、ドイツ国内製造で、ドイツ国内向けに適用が限定され。輸入ビールやドイツ国外向けビールには適用がなくなった。それ以降もドイツの多くのメーカーでは、輸出向けを含め従来のビール純粋令に沿った製法でビール作りをしている。デンマークのカールスバーグ、オランダのハイネケンなども麦芽100%で製造されている。